# Schistura yersini
Schistura yersini és una espècie de peix de la família dels balitòrids i de l'ordre dels cipriniformes que es troba al centre del Vietnam: els rius Dong Nai i Srepok.
Els mascles poden assolir els 6,3 cm de longitud total.